# Чуралуд
Чуралу́д — деревня в Игринском районе Удмуртии. Входит в Сундурское сельское поселение.

## География
Деревня находится в 9 км к востоку от районного центра — посёлка Игра.

## Улицы
Деревня состоит из одной улицы — Луговой.

## Население
| 2010 | 2012 |
| ---- | ---- |
| 6    | ↘4   |